# Allocosa manmaka
Allocosa manmaka là một loài nhện trong họ wolfspinnen (Lycosidae).
Loài này thuộc chi Allocosa. Allocosa manmaka được Carl Friedrich Roewer miêu tả năm 1960.